# The Six Wives of Henry VIII (album)
The Six Wives of Henry VIII is het tweede studioalbum van de Britse toetsenist Rick Wakeman. Het wordt gezien als een van de beste albums in het steeds maar uitdijende repertoire van de Brit. Het conceptalbum verscheen in 1973 op het platenlabel A & M Records, het label van zijn vorige band Strawbs. Wakeman zelf was net overgestapt naar Yes, maar moest nog een aantal elpees afleveren. Musici waren van beide bands. Voor menigeen is dit het eerste “echte” soloalbum; Piano Vibrations wordt beschouwd als een ongewild product.
Het album was vernieuwend. Al eerder waren er albums verschenen met allerlei toetsinstrumenten, doch die vielen in het genre elektronische muziek, denk aan Tangerine Dream en Klaus Schulze. Dit was een van de eerste albums waarbij diezelfde apparatuur de hoofdrol speelde. De ontwikkeling van het toen nog analoge instrumentarium ging in die jaren snel. Een nadeel was dat de instrumentalist een enorm arsenaal aan instrumenten met zich mee moest torsen. De oude foto’s van optredens van Yes lieten een Wakeman zien die geheel ingebouwd was door apparatuur.

## Geschiedenis
Wakeman kreeg inspiratie voor The Six Wives terwijl hij op in de Verenigde Staten op tournee was met Yes. Op het vliegveld van Richmond (Virginia) kocht hij boeken, waaronder The Private Life of Henry VIII van Nancy Brysson Morrison. Eenmaal bij het hoofdstuk Anne Boleyn aangekomen, schoot hem een melodie te binnen, die hij eerder had gecomponeerd en opgenomen. Wakeman componeerde toen al op allerlei gelegenheden, maar bleef vaak zitten met stukjes muziek die nergens bij pasten. Met een budget van 4.000 Engelse ponden mocht hij aan zijn werk beginnen; uiteindelijk zou de opname rond de 25.000 Engelse ponden kosten. Het album is opgenomen in de Trident Studio en Morgan Studio (Anne Boleyn), beide Londen. Geluidstechnicus was Ken Scott, even later bekend van onder meer Supertramps Crime of the Century (ook al A & M Records).
De platenhoes werd geschoten in Madame Tussauds vestiging Londen door Bruce Rae in een totaalontwerp door Michael Doud. De foto van Wakeman lopend door een tafereel van een aantal vrouwen met Hendrik VIII van Engeland is verwerkt in een gele hoes met daarop een vel met notenbalken. Op achtergrond achter een gordijn is nog net het hoofd te zien van Richard Nixon.

## Muziek
Het album is een conceptalbum over de zes vrouwen van koning Hendrik VIII, die bijna allemaal een afschuwelijke dood stierven. Wakeman: "The album is based around my interpretations of the musical characteristics of the wives of Henry VIII. Although the style may not always be in keeping with their individual history, it is my personal conception of their characters in relation to keyboard instruments."
Catherine of Aragon had eerst als titel "Handle with Care" en was oorspronkelijk bedoeld voor het Yes-album Fragile, waar ieder lid een solostukje mocht spelen; Wakeman zou hiervoor later een deeltje uit de vierde symfonie van Johannes Brahms inspelen onder de titel Cans and Brahms. Wakeman, slechts deels klassiek geschoold, heeft in sommige delen muziek van anderen geciteerd dan wel opgenomen. In Anne Boleyn zit St. Clement, dat als basis die voor de hymne The Day Thou Gavest, Lord, Is Ended van John Ellerton. De melodie werd destijds toegeschreven aan E.J. Hopkins; tegenwoordig wordt Clement Cotterill Scholefield als de componist beschouwd. Wakeman keek niet alleen naar de  klassieke muziek. In Anne of Cleves is Bus Stop van The Hollies verwerkt (bij 1:44) en een standard uit Zuid-Amerika: El Cumbanchero van Rafael Hernández Marín (3:30). Verder wordt Georges Bizet geciteerd met zijn L’Arlesienne in Catherine Howard. Voor Jane Seymour was een kerkorgel nodig, dat is opgenomen in St Giles-without-Cripplegate.

## Ontvangst
Voor een album met toetsinstrumenten als hoofdinstrument verkocht het muziekalbum bijzonder goed. In minstens vier landen kwam het album op de eerste plaats in de albumlijsten terecht. Uiteindelijk zouden er 15 miljoen exemplaren verkocht worden. Ook de diverse recensenten vonden het prachtig; het was de aanlooptijd naar de hoogtijdagen van de symfonische rock. Anderen vonden het helemaal niets, waaronder diverse leidende functionarissen binnen A & M Records. Delen van het album werden door Wakeman gespeeld tijdens concerten van Yes, maar hij wilde het gehele werk weleens spelen voor Hampton Court Palace. Hij kreeg daartoe geen toestemming, totdat hij in 2008 werd gevraagd om in 2009 het werk aldaar te komen spelen. Van die twee concerten is een liveopname verschenen onder The Six Wives of Henry VIII – Live at Hampton Court Palace (2009). Een uittreksel verscheen al eerder op Yessongs (7 minuten).

## Musici

### Wakeman
De binnenhoes werd gesierd door Wakeman tussen het door hem gebruikte instrumentarium:  
- 2 Minimoog
- 2 400-D Mellotrons (een voor zangstemmen, geluidseffecten en vibrafoon; een andere voor koperblazers, dwarsfluit en strijkinstrumenten)
- 1 frequentieteller
- 1 custom mixer
- 1 Steinway 9' vleugel
- 1 voor Wakeman gemaakte Hammondorgel
- 1 RMI electric piano

Niet afgebeeld werden: ARP synthesizer en een klavecimbel, uiteraard ontbrak het kerkorgel ook.
Andere musici:
- Gitaar
  - Mike Egan  op 1, 2, 5 en 6
  - Dave Lambert (Strawbs) op 3
  - Steve Howe (Yes) op 1
- Basgitaar:
  - Dave Winter op 2 en 6
  - Chris Squire (Yes) op 1
  - Chas Cronk (Strawbs) op 3
  - Les Hurdle (o.a. Elton John) op 1, 5
- Elektrische banjo
  - Dave Cousins (Strawbs) op 3
- slagwerk:
  - Alan White (Yes) op 2, 4, 6
  - Bill Bruford (Yes) op 1 en 5
  - Barry de Souza (a.o. Lou Reed) op 3
- Percussie
  - Ray Cooper (o.a. Elton John) op 1 en 5
  - Frank Riccotti op 2, 3 en 6
- achtergrondzang
  - Liza Strike op 1 en 5
  - Laura Lee op 5
  - Barry St. John op 1; hij zong op talloze albums; was lid van de Les Humphries Singers
  - Sylvia McNeill op 5
  - Judy Powell op 1

## Tracklist
| Nr. | Titel               | Duur |
| --- | ------------------- | ---- |
| 1.  | Catherine of Aragon | 3:44 |
| 2.  | Anne of Cleves      | 7:53 |
| 3.  | Catherine Howard    | 6:35 |

| Nr. | Titel          | Duur |
| --- | -------------- | ---- |
| 1.  | Jane Seymour   | 4:46 |
| 2.  | Anne Boleyn    | 6:32 |
| 3.  | Catherine Parr | 7:06 |

Er zou nog een track klaar liggen voor dit album: Defender of Faith. Het paste in 1973 echter niet meer op de elpee, zonder de geluidskwaliteit geweld aan te doen. Het verscheen ook niet op de compact discversies, waarvan de eerste al in eind 1986 volgde. Pas in 2009 verscheen het op het bijbehorende livealbum. In Spanje verscheen het album onder de titel Les Seis Esposas de Enrique VIII. Er verscheen ook een quadrafonische versie.